# Sleepwalkers
Sleepwalkers, conocida como Sonámbulos en España y como Mutantes en Hispanoamérica, es una película estadounidense de 1992 escrita especialmente para la pantalla por Stephen King. Fue dirigida por Mick Garris y la música fue compuesta por Nicholas Pike.

## Trama
Charles Brady y su madre Mary acaban de mudarse a un pequeño pueblo de Indiana. Son "sonámbulos" y están en busca de una joven 
virgen para alimentar a Mary. Charles estudia en el instituto local y conoce a Tanya Robertson, una joven que está en su clase de literatura. Tanya no sabe la verdadera razón de por qué Charles la desea tanto: para tomar su fuerza vital y dársela a su madre. Pero Charles se enamora de Tanya. Su primera cita transcurre en un cementerio. Allí Charles cambia su aspecto a un gran felino antropomórfico, atacando a Tanya. Pero Tanya logra escapar golpeando a la criatura. Charles regresa a casa donde su madre lo atiende y planean vengarse de la familia Robertson.

## Reparto
- Brian Krause - Charles Brady
- Alice Krige - Mary Brady
- Mädchen Amick - Tanya Robertson
- Lyman Ward - Don Robertson
- Cindy Pickett - Sra. Robertson
- Ron Perlman - Capitán Ira Soames

Cameos:
- Stephen King - Cuidador del cementerio
- John Landis - Técnico de laboratorio
- Joe Dante - Asistente de laboratorio
- Clive Barker - Técnico forense
- Tobe Hooper - Técnico forense
- Mark Hamill - Teniente Jennings (no acreditado)

## Recepción
Sleepwalkers obtuvo una mala respuesta por parte de la crítica cinematográfica. En el sitio web Rotten Tomatoes posee un 17% de comentarios "frescos", basado en un total de 12 críticas. Richard Harrington del periódico The Washington Post sostuvo que la película estaba «mal planeada y concebida con poca imaginación». Según la revista Variety, «el guion de King no tiene lógica interna y se basa totalmente en trucos estúpidos como la habilidad de los monstruos para volverse invisibles y su vulnerabilidad a los gatos». Por su parte, César Santos Fontenla del periódico español ABC escribió: «Lo que la pantalla acaba reflejando es una desordenada sucesión de escenas supuestamente fuertes y en última instancia sólo repelentes que no sobrepasan, y con frecuencia ni siquiera alcanzan, el nivel de las que constituyen el meollo de series como Viernes 13 o A Nightmare on Elm Street, lo que no precisamente es un elogio«».
La cinta de Mike Garris fue clasificada "X" por la MPAA de Estados Unidos, por lo que se diluyeron las escenas de violencia hasta obtener la clasificación "R". El DVD editado en España por Columbia Pictures incluye la versión sin censura.